# Walt Disney Concert Hall
The Walt Disney Concert Hall is een concerthal in Los Angeles, vernoemd naar Walt Disney. Dit grote complex is ontworpen door gerenommeerd Amerikaans architect Frank Gehry, die ook het bekende  Guggenheim museum in Bilbao ontworpen heeft. De concerthal werd geopend op 23 oktober 2003.
De architect Frank Gehry is een architect van het deconstructivisme. Dit is een moderne bouwstijl die lijkt op een verwarrende collectie willekeurig bij elkaar geplaatste vlakken en verwrongen lijnen, die samen de indruk wekken dat de constructie ieder moment in elkaar kan zakken.
De concertzaal is de thuisbasis van het Los Angeles Philharmonic Orchestra. De concertzaal eert met zijn naam Walt Disney, mede doordat diens echtgenote in 1987 een initiële gift van vijftig miljoen dollar schonk voor de realisatie. De bouw sleepte evenwel zeer lang aan door verdere discussies over kostprijs waarbij dochter Diane Disney Miller mee negotieerde om het project tot realisatie te brengen.